# 吉林省工商业联合会
吉林省工商业联合会，简称吉林省工商联，同时称吉林省总商会，是中国共产党领导的、吉林省工商界组成的统战性、经济性、民间性的人民团体和商会组织。